# Системы налогообложения в России
Систе́ма налогообложе́ния — совокупность налогов и сборов, взимаемых в установленном порядке.
Основы действующей в настоящее время системы налогообложения (Российской Федерации) были заложены в 1992 году. В это время был принят пакет законов Российской Федерации об отдельных видах налогов и сборов, основные принципы которых сохранены.
Законодательной основой построения налоговой системы Российской Федерации является Налоговый кодекс, а также принятые в соответствии с ним федеральные законы о налогах и сборах, законодательные акты субъектов Российской Федерации.

## Виды систем налогообложения
Основные виды систем (режимов) налогообложения в Российской Федерации:
- Общая система налогообложения (ОСН). Предусматривает уплату наибольшего количества налогов: налог на прибыль, уплачиваемый юридическими лицами; НДФЛ для индивидуальных предпринимателей и физических лиц; (НДС) налог на добавленную стоимость; страховые взносы и прочие налоги. Традиционная система в обязательном порядке применяется теми налогоплательщиками, чьи условия не подходят ни под одну систему налогообложения, либо они не приняли решения о применении других систем налогообложения.

- Упрощённая система налогообложения (УСН). В упрощённой системе часть «традиционных» налогов заменяется единым налогом. Для её применения необходимо, чтобы условия осуществления предпринимательской деятельности отвечали определённым законодательством правилам и ограничениям.

- Единый сельскохозяйственный налог (ЕСХН). Налогоплательщиками единого сельскохозяйственного налога признаются организации и индивидуальные предприниматели, являющиеся сельскохозяйственными товаропроизводителями и перешедшие на уплату единого сельскохозяйственного налога в порядке, установленном главой 26.1 Налогового кодекса РФ. Согласно пункту 2 статьи 346.2 Налогового кодекса РФ, одним из условий применения ЕСХН является производство и переработка сельхозпродукции. Объектом налогообложения ЕСХН признаются доходы, уменьшенные на величину расходов. Порядок определения и признания доходов и расходов определяется статьёй 346.5 Налогового Кодекса РФ. Налоговая ставка устанавливается в размере 6 процентов.

- Патентная система налогообложения (ПСН). Эту систему налогообложения могут применять только индивидуальные предприниматели в отношении определённых видов деятельности. Предполагает собой получение патента, заменяющего собой уплату налога на получаемые предпринимателем доходы на определённый срок (от 1 до 12 месяцев включительно, но в пределах календарного года).[1] Налоговым кодексом установлены условия и ограничения применения ПСН.

- Налог на профессиональный доход (НПД). Экспериментальная система налогообложения для самозанятых граждан и индивидуальных предпринимателей, действующая до 2029 года. Размер налоговой ставки составляет 4 % при расчёте с продаж российским и иностранным физическим лицам и 6 % при расчёте с продаж российским и иностранным организациям, а также индивидуальным предпринимателям. Для применения данного режима налогообложения необходимо соблюдение некоторых условий.

С 1998 по 2020 годы также существовала система налогообложения в виде единого налога на вменённый доход (ЕНВД).
Налоговым законодательством также не запрещено смешанное налогообложение, то есть, применение одновременно более чем одного режима налогообложения одним налогоплательщиком. Например, разрешено наряду с традиционной системой налогообложения применять систему единого налога на вменённый доход для отдельных видов деятельности.